# 破坏载荷
破坏载荷，（英语：damage load）指在结构强度静力实验中，结构在真实边界条件下总体破坏时所能承受的最大载荷。静力实验时往往是各种载荷组合（包括热载荷）的联合作用。